# 太合音乐集团
太合音乐集团（全称：北京太合音乐文化发展有限公司）是中国大陆的一家华语音乐服务提供商，目前为华语音乐市场份额最大的音乐集团，也是唯一一家覆盖音乐全产业链的机构，核心业务主要有艺人服务、版权发行、视听服务、演出活动、粉丝社群、整合营销。

## 发展历程
2015年4月，由太合麦田、海蝶音乐与"大石版权"正式联手组建太合音乐集团。
2015年12月，太合音乐集团与"百度音乐"合并。
2016年11月，太合音乐集团投资粉丝服务平台Owhat。
2017年4月，太合音乐集团投资校园音乐平台“不要音乐”。
2017年6月，太合音乐集团全资收购北京亚神音乐，与台湾亚神音乐达成深度战略合作。
2017年8月，太合音乐集团全资收购“兵马司唱片”。
2017年12月，太合音乐集团投资新民族音乐厂牌“生养之地”。
2018年6月，太合音乐集团完成十亿人民币量级的新一轮融资。
2018年6月，太合音乐集团投资中国都会音乐厂牌“明堂唱片”。
2019年1月，新锐Urban音乐厂牌“GVO對音乐”加盟太合音乐集团。

## 旗下音乐厂牌
- 麦田音乐
- 太合麦田
- 海蝶音乐
- 华宇世博
- 海蝶森林
- 大石版权
- 兵马司唱片
- 赤瞳音乐
- 明堂唱片
- GVO對音乐
- 在水星
- 生养之地
- 太极音乐
- 红星音乐
- JZ Music

### 合作单位
- 亚神音乐
- 何樂音樂
- 容合音乐
- Big Picture Universal

## 旗下音乐平台
- 千千音乐（原百度音乐）
- 太合乐人 （页面存档备份，存于）
- 秀动
- Lava熔岩音乐
- 百度乐播
- T House
- Owhat
- DMH数字音乐分发平台（页面存档备份，存于）
- Vae+
- 不要音乐

## 旗下艺人

### 其他簽約藝人
- 陆可儿